# Vétranion
Vétranion (latin : Vetranio) est un général chrétien des légions du Danube. Cet homme, que les historiens de l'époque décrivent comme un personnage inculte et borné, se souleva en 350 contre Constance II lors de la révolte de Magnence. Vétranion et Magnence avaient conclu un pacte et s'apprêtaient à marcher contre Constance II. Mais celui-ci fait un « pacte secret » avec Vétranion en lui disant qu'il était prêt à partager l'Empire et pour négocier il l'invita en Mésie (actuelle Serbie).
Mais les légions de Vétranion furent soudoyées et changèrent de camp. Contraint de se rendre il fut exilé à Pruse en Asie.

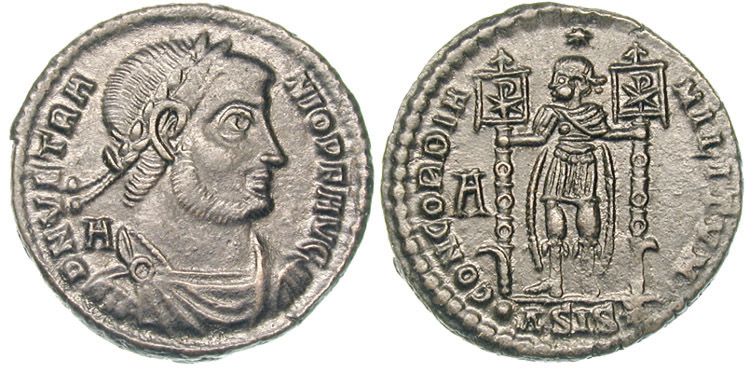
Monnaie de l'usurpateur Vétranion. Un soldat porte dans chaque main un labarum.